# Love Is the Thing
Love Is the Thing é um álbum de estúdio do vocalista de música jazz norte-americano Nat King Cole. Foi lançado em 1957 e distribuído pela editora discográfica Capitol Records.

## Desempenho comercial
Love Is the Thing estreou no número um da Billboard 200 na semana que terminou a 1 de Junho de 1957, tendo ocupado a posição por oito semanas consecutivas.

## Faixas
1. "When I Fall in Love" (Edward Heyman, Victor Young) – 3:10
2. "Stardust" (Hoagy Carmichael, Mitchell Parish) – 3:15
3. "Stay as Sweet as You Are" (Mack Gordon, Harry Revel) – 2:59
4. "Where Can I Go Without You?" (Peggy Lee, Young) – 2:57
5. "Maybe It's Because I Love You Too Much" (Irving Berlin) – 2:50
6. "Love Letters" (Heyman, Young) – 2:46
7. "Ain't Misbehavin'" (Harry Brooks, Andy Razaf, Fats Waller) – 3:17
8. "I Thought About Marie" (Gordon Jenkins) – 3:06
9. "At Last" (Gordon, Harry Warren) – 3:00
10. "It's All in the Game" (Charles G. Dawes, Carl Sigman) – 3:07
11. "When Sunny Gets Blue" (Marvin Fisher, Jack Segal) – 2:46
12. "Love Is the Thing" (Ned Washington, Young) – 3:01

### Faixas bónus
1. "Someone to Tell It To" (Sammy Cahn, Dolores Fuller, James Van Heusen) – 3:17
2. "The End of a Love Affair" (Edward Redding) – 3:11
3. "If Love Ain't There" (Johnny Burke) – 3:01

## Posições nas tabelas musicais
| País — Tabela musical (1957)                                | Posição de pico |
| ----------------------------------------------------------- | --------------- |
| Estados Unidos — Billboard 200                              | 1               |
| Reino Unido — UK Albums Chart (The Official Charts Company) | 1               |

| Região                           | Certificação |
| -------------------------------- | ------------ |
| Estados Unidos — RIAA (1 milhão) | Platina      |